# I'll Never Love Again
"I'll Never Love Again" é uma canção do filme A Star Is Born de 2018, performada pela cantora norte-americana Lady Gaga. Além da versão do filme, a trilha sonora contém uma versão estendida. A canção foi escrita por Gaga com a colaboração de Natalie Hemby, Hillary Lindsey e Aaron Raitiere, contando com a produção de Gaga e Benjamin Rice. Como reconhecimento, venceu a categoria de melhor canção para mídias visuais do Grammy Awards de 2020,um ano após "Shallow" obter o mesmo feito.

## Escrita e composição
Quando se preparava para filmar a cena final de A Star Is Born, onde canta "I'll Never Love Again", Gaga recebeu um telefonema de que sua amiga de infância, Sonja Durham, estava em seus últimos momentos de câncer de quinto estadiamento. Repentinamente, Gaga deixou o estúdio e foi de encontro com Sonja, mas chegou dez minutos depois e sua amiga já havia falecido. O marido de Sonja a consolou e pediu para voltar para as filmagens. A cantora lembrou que "[Sonja] deu-me um presente trágico naquele dia e eu levei comigo para o estúdio, então cantei essa música para Jackson e para ela no mesmo dia dentro de uma hora." Bradley Cooper ofereceu suporte a Gaga, mas a artista foi intransigente para terminar a cena. Chegando ao estúdio, cantou "I'll Never Love Again".
Além da versão do filme, a trilha sonora também contém uma versão estendida. Escrita por Gaga ao lado de Natalie Hemby, Hillary Lindsey e Aaron Raitiere, conta com a produção de Gaga e Benjamin Rice. A música é executada na tonalidade sol maior com um ritmo moderado de 54 batidas por minuto. A canção segue a progressão Gadd2–Em7–Cmaj9–D9sus nos versos e  Gadd2–Em7(no3)–Cmaj9/E–D9sus no refrão. Os vocais de Gaga vão de G3 até E5. Segundo Brian Truitt, do jornal USA Today, a canção é "uma balada feita para chorar."

## Recepção crítica
Melina Newman, da publicação musicalBillboard, classificou a canção como "estonteante." Numa avaliação para a mesma publicação, Tatiana Cirisano classificou "I'll Never Love Again" como a melhor cena do filme, escrevendo: "Não somente a letra é devastadoramente bonita, mas Gaga e Ally demonstram piamente seus alcances de arranha-céus." Jon Pareles, do jornal The New York Times, comparou a canção a "Without You", de Harry Nilsson, e "All by Myself", de Eric Carmen, elogiando "a sutileza, a sincronização e o poder emocional dos pulmões de Gaga". Larry Fitamzurize, da publicação Pitchfork, classificou a canção como "estonteante e devastadora", escrevendo: "[...] Mesmo que "I'll Never Love Again" seja bastante eficaz por si só, a versão com o diálogo corta drasticamente o momento da mesma forma que o filme o faz: voltando no tempo de Gaga e interrompendo a performance em uma cena crucial e comovente que aumenta o quociente emocional da música."
Numa crítica para o filme da canção, Ty Burr, do jornal americano The Boston Globe, afirmou que "a performance memorial" de Gaga deixará o ouvinte "num momento bagunçado e de extrema emoção, quer goste você ou não." Scott Feinberg, do The Hollywood Reporter, previu que a música renderia a Gaga uma indicação ao Oscar de melhor canção original. Patrick Ryan, do USA Today, escreveu: "Com "I'll Never Love Again", o filme torna-se devastador e emocionalmente mais perto do espectador. Gaga tem seu próprio momento de Whiney Houston, alimentando um número formidável sobre amor e perda num contexto de vulnerabilidade. É uma transcendência que, sozinha, seria capaz de a cantora obtivesse seu primeiro Oscar, lembrando-nos mais uma vez de que ela é ma das melhores vocalistas em qualquer gênero - seja pop ou outro."

## Créditos
Todo o processo de elaboração de "I'll Never Love Again" atribui os seguintes créditos:
Gravação e publicação
- Gravada no Shrine Auditorium, EastWest Studios (Los Angeles, Califórnia)
- Mixada no Electric Lady Studios (Nova Iorque)
- Masterizada no Sterling Sound Studios (Nova Iorque)
- Publicada pelas empresas Sony/ATV Songs LLC / SG Songs LLC (BMI) / Happygowrucke / Creative Pulse Music/These Are Pulse Songs (BMI), These Are Pulse Songs, BIRB Music (ASCAP) / BMG Rights Management (US) LLC, Warner Tamerlane Publishing Corp. / Super LCS Publishing / One Tooth Productions (BMI), Warner-Barham Music LLC (BMI), Songs of Universal (BMI) / Warner-Olive Music LLC (ASCAP) admin. by Universal Music Corp. (ASCAP)

Produção
| - Lady Gaga – composição, produção, vocais principais - Natalie Hemby – composição - Hillary Lindsey – composição - Aaron Raitiere – composição - Benjamin Rice – produção, gravação - Bo Bodnar – assistência de gravação - Alex Williams – assistência de gravação - Tom Elmhirst – mixagem | - Brandon Bost – engenharia de mixagem - Randy Merrill – masterização de áudio - Chris Johnson – bateria - Jon Drummond – baixo - Brokkett Parsons – teclado - Tim Stewart – violão - Ricky Tillo – violão |

Orquestra
| - Stephen D. Oremus – engenharia de acordes - Peter Rotter – assistência de acordes - Alyssa Park – violino - Julie Gigante – violino - Charlie Bisharat – violino - Jessica Guiderl – violino - Bruce Dukov – violino - Luanne Homzy – violino - Benjamin Jacobson – violino - Phillip Levy – violino - Lisa Liu – violino - Maya Magub – violino - Lucia Micarelli – violino | - Josefina Vergara – violino - Julie Gigante – violino - Robert Brophy – viola-de-arco - Andrew Duckless – viola-de-arco - Matthew Funes – viola-de-arco - Darrin McCann – viola-de-arco - David Walther – viola-de-arco - Steve Eroody – violoncelo - Jacob Braun – violoncelo - Eric Byers – violoncelo - Dennis Karmazyn – violoncelo - Michael Valerio – contrabaixo - Geoffrey Osika – contrabaixo |

## Desempenho nas tabelas musicais

### Posições
| Tabela musical (2018)              | Melhor posição |
| ---------------------------------- | -------------- |
| Canadá (Canadian Hot 100)          | 58             |
| França (SNEP)                      | 61             |
| Irlanda (IRMA)                     | 10             |
| Escócia (Scottish Singles Chart)   | 9              |
| Suíça (Schweizer Hitparade)        | 18             |
| Reino Unido (UK Singles Chart)     | 27             |
| Estados Unidos (Billboard Hot 100) | 36             |